# Экзорцизм (фильм, 2024)
«Экзорцизм» (англ. The Exorcism) — художественный фильм режиссёров Мартина А. Фортина и Джошуа Джона Миллера. В главных ролях Рассел Кроу, Райан Симпкинс, Хлоя Бейли и Сэм Уортингтон.
Компания Vertical начала показ «Экзорцизма» в кинотеатрах США 21 июня 2024 года.

## Сюжет
Энтони Миллер — актёр, страдающий алкоголизмом. В разгар абстиненции он отправляется на съёмки фильма ужасов. Затем он впадает в металкогольный психоз. Его дочь Ли, беспокоясь, задаётся вопросом, не впал ли он снова в зависимость или он одержим.

## В ролях
- Рассел Кроу — Энтони Миллер
- Сэм Уортингтон — Джо
- Райан Симпкинс — Ли Миллер
- Хлоя Бейли — Блейк Холлоуэй
- Дэвид Хайд Пирс — отец Конор
- Марсена Линетт — Моника
- Трейси Боннер — Регина
- Саманта Мэтис — Дженнифер Саймон
- Эдриан Пасдар — Том
- Адам Голдберг — Питер

## Производство
В октябре 2019 года стало известно, что к актёрскому составу фильма присоединился Рассел Кроу, а Мартин А. Фортин и Джошуа Джон Миллер выступят режиссёрами и сценаристами. Продюсировать фильм будет кинокомпания «Miramax Films». В ноябре 2019 года к актёрскому составу фильма присоединились Райан Симпкинс, Хлоя Бейли, Сэм Уортингтон, Дэвид Хайд Пирс, Трейси Боннер, Саманта Матис, Адриан Пасдар и Адам Голдберг.
Съёмки начались в Уилмингтоне, в ноябре 2019 года и завершилась в декабре.
В апреле 2024 года компания Vertical приобрела права на прокат фильма в Северной Америке и запланировала его кинопремьеру в США на 7 июня 2024 года. Компания Shudder также приобрела права на платный показ фильма.